# Rafelguaraf
Rafelguaraf – gmina w Hiszpanii, w prowincji Walencja, we wspólnocie autonomicznej Walencja, o powierzchni 16,26 km². W 2011 roku liczyła 2527 mieszkańców.